# 照沼亮介
照沼 亮介（てるぬま りょうすけ、1973年 - ）は、日本の法学者。専門は刑法学。上智大学法学部教授。

## 略歴
神奈川県横浜市出身。1995年慶應義塾大学法学部法律学科卒業。2002年同大学院法学研究科博士課程修了。2003年慶應義塾大学より博士（法学）の学位を取得。指導教授は井田良。
岡山大学法学部助教授、同大学院社会文化科学研究科准教授、筑波大学大学院ビジネス科学研究科法曹専攻（法科大学院）准教授を経て、2012年より上智大学法学部教授。

## 著書
- 『はじめての刑法』（共著、成文堂、2004年）
- 『体系的共犯論と刑事不法論』（弘文堂、2005年）
- 『リーディングス刑法』（伊東研祐・松宮孝明編、法律文化社、2015年）